# A Bride’s Story
A Bride's Story (яп. 乙嫁語り Отоёмэгатари, «История невесты») — японская манга, написанная и проиллюстрированная Каору Мори. Начала публиковаться в журнале издательства Enterbrain Harta (ранее известном как Fellows!) в октябре 2008 года. Публикация в нём закончилась в ноябре 2020 года, после чего продолжилась в июне 2021 года в журнале Aokishi. К 2025 году главы были собраны в патнадцать танкобонов. Издательство Yen Press лицензировало мангу для выпуска на английском языке в Северной Америке, издательство «Истари комикс» — для издания на русском языке.
A Bride’s Story получила премию Prix Intergénérations на Международном фестивале комиксов в Ангулеме в 2012 году, а также премию «Манга тайсё» в 2014 году.

## Синопсис
События манги происходят в сельском городке на берегу Каспийского моря во время завоевания Россией Центральной Азии в конце 19 века. История разворачивается вокруг девушки по имени Амир, которая приезжает из далёкой деревни через горы, чтобы выйти замуж за парня Карлука, который на восемь лет моложе. Манга повествует об их отношениях, вводя также сюжетные линии о других девушках, их повседневной жизни и женихах или мужьях, а также об их борьбе за выживание в условиях наступления армии Российской империи.

## Персонажи

### Семья Эйхон
- Амир Халгал (яп. アミル・ハルガル Амиру Харугару)
- Карлук Эйхон (яп. カルルク・エイホン Каруруку Эйхон)
- Махатбэк (яп. マハトベク Махатобэку)
- Балкирс (яп. バルキルシュ Барукирусю)
- Акунбэк (яп. アクンベク Акунбэку)
- Санира (яп. サニラ)
- Сэйлэкэ (яп. セイレケ Сэйрэкэ)
- Юсуф (яп. ユスフ Юсуфу)
- Тирлэкэ (яп. ティレケ Тирэкэ)
- Торкан (яп. トルカン Торукан)
- Генри Смит (яп. ヘンリー・スミス Хэнри: Сумису)
- Николовски (яп. ニコロフスキー Никорофусуки:)

### Жители города
- Пария (яп. パリヤ)
- Тягап (яп. チャガップ Тягаппу)
- Камола (яп. カモーラ Камо:ра)

### Семья Халгал
- Адзел (яп. アゼル Адзэру)
- Дзёрук (яп. ジョルク Дзёруку)
- Баймат (яп. バイマト Баймато)
- Атэруй (яп. アテルイ)
- Карахига (яп. カラヒガ)
- Бэркратт (яп. ベルクラット Бэрукуратто)

### Клан Джандик
- Дзяхан (яп. ジャハン)
- Дзяхан Бик (яп. ジャハン・ビケ Дзяхан Бикэ)
- Рядзат (яп. リャザット Рядзатто)
- Айгур (яп. アイグル Айгуру)

### Другие персонажи
- Намадзи (яп. ヌマジ Нумадзи)
- Талас (яп. タラス Тарасу)
- Свекровь Таласа (яп. タラスの義母 Тарасу но гибо)
- Дядя Таласа (яп. タラスの叔父 Тарасу но одзи)
- Али (яп. アリ Ари)

## Публикация
A Bride’s Story написана и проиллюстрирована Каору Мори. Первые девять томов публиковалась в журнале Harta (ранее известном как Fellows!) издательства Enterbrain с октября 2008 по ноябрь 2020 года, после чего в июне 2021 года манга продолжила публиковаться в журнале Aokishi. К ноябрю 2024 года главы были собраны в пятнадцать танкобонов. В дополнение к выпуску танкобонов с 20 августа 2021 года Kadokawa Future Publishing выпускает коллекционное издание манги большего формата на высококачественной бумаге с цветными иллюстрациями и в специальных коробках для хранения каждого тома. В Японии манга также доступна в электронной версии.
Издательство Yen Press лицензировало мангу для выпуска на английском языке в Северной Америке. Первый том был опубликован 31 мая 2011 года; самый последний том на настоящий момент, четырнадцатый, был опубликован 19 сентября 2023 года. Цифровой релиз сериала начался 25 сентября 2018 года.
A Bride’s Story также лицензирована издательствами J-Pop Manga в Италии, Norma Editorial в Испании, Studio JG в Польше, Punainen jättiläinen в Финляндии, Siam Inter Comics в Таиланде, IPM во Вьетнаме и «Истари комикс» на русском языке.

## Награды
A Bride’s Story выиграла премию «Манга тайсё» в 2014 году. Ранее она была номинирована на премию в 2011 и 2013 годах. Манга получила награду Prix Intergénérations на Международном фестивале комиксов в Ангулеме во Франции в 2012 году. В 2012 и 2016 годах она также была номинирована на премию Айснера. Американская ассоциация молодёжных библиотек включила первый том в свой список лучших графических романов для подростков в 2012 году.